# 項梁
项梁（？—前208年9月），楚国下相（今江苏省宿迁市宿城区）人，秦末起义军首领之一。楚国贵族项氏的后裔，項燕的兒子，西楚霸王项羽的叔父。在反秦战争的定陶之役中为秦将章邯所败，战死。

## 家世
项梁世代為楚国貴族，项梁之父项燕是名将，在秦楚战争中，被王翦打敗，於是殉國。项梁世代祖先，多是楚国将领。

## 早期
项梁因杀人，与侄子项羽避仇，遷居吴中（今蘇州）。项梁在吴中威信颇高，贤士大夫皆出其下，当地的大事全由他出面主办。项梁利用这种条件暗中招兵买马，训练子弟。

## 起兵反秦

### 会稽起兵
公元前209年（秦二世元年七月）陈胜、吴广大澤起義爆发后，项梁叔侄於同年九月杀会稽假守（代理太守）殷通，發會稽郡、吳中郡約8千子弟响应事變，自封為會稽郡守，項羽則任裨將。

### 拜上柱国
广陵人召平这时在为陈涉争夺广陵，未能攻下。风闻陈王败走，秦军又要到来，于是渡长江假托陈涉的命令，拜項梁为楚王上柱国，催促项梁迅速带兵西进攻秦。项梁乃以八千人渡长江西进。听闻陈婴已下东阳，派使者欲和陈婴一起西进。陈婴以兵归属项梁。项梁渡淮河，黥布、蒲将军亦以兵归附。共六七万人，驻军下邳。

### 平景駒
当时，秦嘉已拥立景驹为楚王，驻军彭城东，欲距项梁。项梁以“陈王先首事，战不利，未闻所在。今秦嘉倍陈王而立景驹，逆无道。”为由，进兵击秦嘉。秦嘉军败走，追之至胡陵。嘉还战一日，秦嘉败死，其军降。景驹逃走死于梁地。

### 会薛计事
项梁已并秦嘉军，驻军胡陵，将引军而西。章邯军至栗，项梁派别将朱鸡石、馀樊君与之交战。馀樊君死。朱鸡石军败，逃回胡陵。项梁于是引兵入薛，诛杀了朱鸡石。项梁前使项羽别攻襄城，襄城坚守不下。等到攻克，皆坑之。还报项梁。项梁闻陈涉王定死，召集诸别将相会于薛县商议后事。此时沛公刘邦亦起沛，也前往参加。

### 拥立怀王
居鄛人范增往说项梁，因楚人思念楚國先王，楚地流行「楚雖三戶，亡秦必楚」之說，建議項梁立故楚後人為王，以爭取楚地民心，於是項梁聽從其言，求得楚懷王之孫熊心在民間牧羊。秦二世二年（前208年）六月，立之為王，仍號「楚懷王」，以順從民所盼望，史家稱楚後懷王，項梁自號為武信君。

### 联齐
几个月后，项梁引兵攻亢父，与齐田荣、司马龙且军救东阿，在东阿大破秦军。田荣即引兵归，逐其王田假。田假流亡楚国。田假的相田角流亡赵国。角弟田闲以前是齐将，居赵不敢归。田荣立田儋子军。数使使趣齐兵，欲和齐国联军一起西征。田荣曰：“楚杀田假，赵杀田角、田闲，乃发兵。”项梁曰：“田假为与国之王，穷来从我，不忍杀之。”赵亦不杀田角、田闲以市于齐。齐遂不肯发兵助楚。项梁又派遣刘邦及项羽率军别攻城阳。

### 定陶败死
项梁从东阿出发，向西，等到达定陶，再破秦军。项羽等又斩三川郡郡守李由，更加轻视秦国，有骄色。亦無視宋義諫言还派遣宋义出使齐国。九月，秦果悉起兵增援章邯，击楚军，大破之定陶，项梁败死。

## 后事
听闻项梁已经战死，刘邦、项羽军正在攻打陈留，一时间不能攻克。恐军心动摇，刘邦、项羽、吕臣都率军返回。吕臣军驻军彭城东，项羽军驻军彭城西，沛公军驻军砀。章邯已破项梁军，于是渡黄河击赵，大破之。

## 影視形象
- 香港電視劇《楚河漢界》（1985年）：由秦沛飾演。
- 中國大陸電視劇《西楚霸王》（1994年）：由王顯飾演。
- 中國大陸與香港合拍電影《西楚霸王》（1994年）：由于海飾演。
- 中國大陸電視劇《漢劉邦》（1998年）：由包斯爾飾演。
- 香港電視劇《楚汉骄雄》（2004年）：由江漢飾演。
- 中國大陸電視劇《楚汉風雲》（2005年）：由王奕飾演。
- 中國大陸電視劇《楚汉傳奇》（2012年）：由祝延平飾演。
- 中國大陸電影《王的盛宴》（2012年）：由张震。
- 中國大陸電視劇《秦時明月》（2014年）：由劉威飾演。

## 家庭

### 父親
- 項燕，楚國名將。秦國率兵滅楚時遭大敗，自殺。

### 兄弟
- 項伯，項梁之弟，鴻門宴時曾解救劉邦。